# Itō (Shizuoka)
Itō (伊東市 Itō-shi?), es una ciudad que se encuentra en la prefectura de Shizuoka, en la zona oriental de la isla de Honshū, Japón. 
Desde el 1 de julio de 2012, la ciudad tiene un estimado de población de 70 532 habitantes y un densidad de población de 568 personas por km². La superficie total es de 124.13 km². Parte de la ciudad se encuentra en el Parque nacional de Fuji-Hakone-Izu.

## Geografía
Itō está situado en el este de la prefectura de Shizuoka, en la esquina noreste de la Península de Izu, frente a la Bahía de Sagami en la Océano Pacífico. 
El paisaje es montañoso, y su litoral fuertemente encajado es una zona pintoresca. El clima de Itō es marítimo templado, con veranos cálidos y húmedos, e inviernos cortos y fríos.

## Historia
Durante el periodo Edo, toda la provincia de Izu era territorio tenryō bajo control directo del shogunato Tokugawa, y el área que comprende ahora Itō fue ocupada por 15 pequeñas comunidades agrícolas y aldeas de pescadores.
Fue en esta zona donde el shogunato Tokugawa ordenó al inglés William Adams construir los primeros veleros de estilo occidental de Japón en 1604. El primer barco, un barco de 80 toneladas, se utilizó para trabajos de topografía, y el segundo barco, el buque San Buena Ventura de 120 toneladas que se embarcó hacia México. Este periodo se conmemora en Itō con una calle que lleva el nombre de Adams (Anjinmiuradori). 
El área se reorganizó en cuatro aldeas (Tsushima, Ito, Komuro y Usami) dentro del Distrito de Kamo la reforma catastral de principios del periodo Meiji en 1889, y fueron trasladados al Distrito de Tagata en 1896. 
El 1 de enero de 1906, el pueblo de Itō fue elevado a la categoría de ciudad. Se anexionó la vecina población de Komuro el 10 de agosto de 1947 y se convirtió en la ciudad de Ito. 
En 1950 Itō fue proclamado una "Ciudad de la Cultura y del Turismo Internacional" por el gobierno central. Se expandió aún más mediante la anexión de los pueblos vecinos de Tsushima y Usami el 1 de abril de 1955.

## Economía
Itō es uno de los más conocidos centros termales, pueblos turísticos cerca de las mayores metrópolis como Tokio, y el turismo es el pilar de la economía. 
La pesca comercial y la producción de bacalao forma una economía secundaria.

## Transporte

### Autopistas
- Carretera Nacional 135 de Japón

### Tren
- East Japan Railway Company - Itō Line
  - Estación de Itō - Estación de Usami
- Izukyu Corporation - Izu Kyūkō Line
  - Estación de Itō - Estación de Minami-Itō - Estación de Kawana||Shizuoka - Estación de Futo - Estación de Jōgasaki-Kaigan - Estación de Izu-Kōgen

## Ciudades hermanadas
- Suwa, Nagano, Japón, (desde el 20 de mayo de 1965).
- Medway, Inglaterra, Reino Unido, (desde el 10 de agosto de 1982).
- Rieti, Lacio, Italia, (desde el 21 de julio de 1985).

## Personas célebres nativas de la ciudad
- Mokutaro Kinoshita - autor, escritor.

## Sitios de interés
- Parque de atracciones Izu Granpal.[4]
- Monte Ōmuro.

## Itō en los media
Itō se ofrece ampliamente en la manga Amanchu! por Kozue Amano.
Itō es donde tiene lugar la batalla acuática entre la unidad de Eva-02 y un ángel enemigo en el anime Neon Genesis Evangelion, en la historia bajo el nivel del mar.

## Algunas vistas de Itō

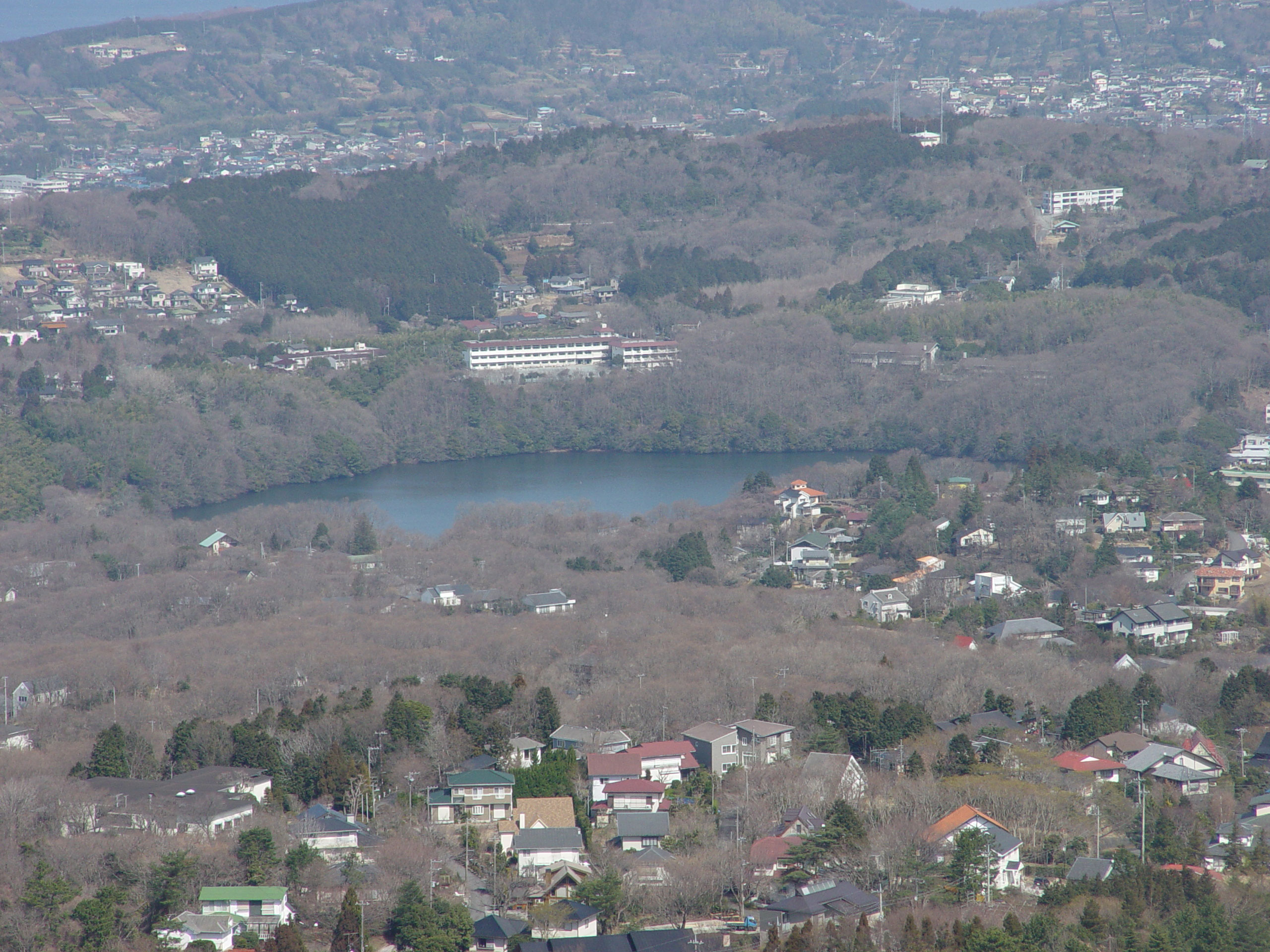
El lago Ippekiko.
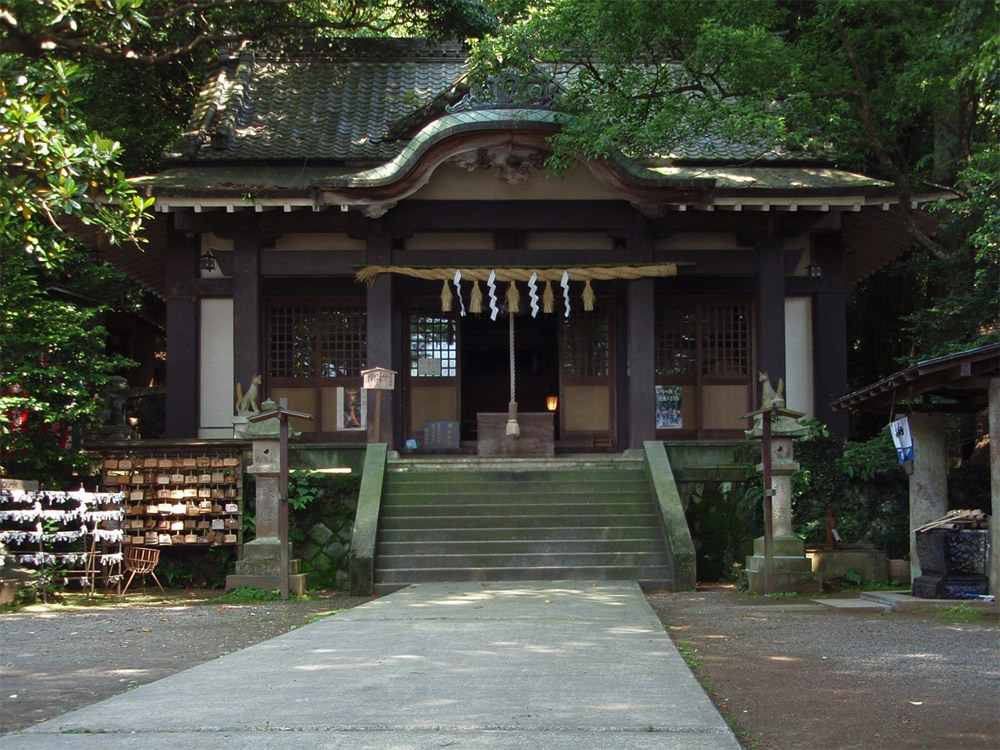
Kuzumi-jinja.
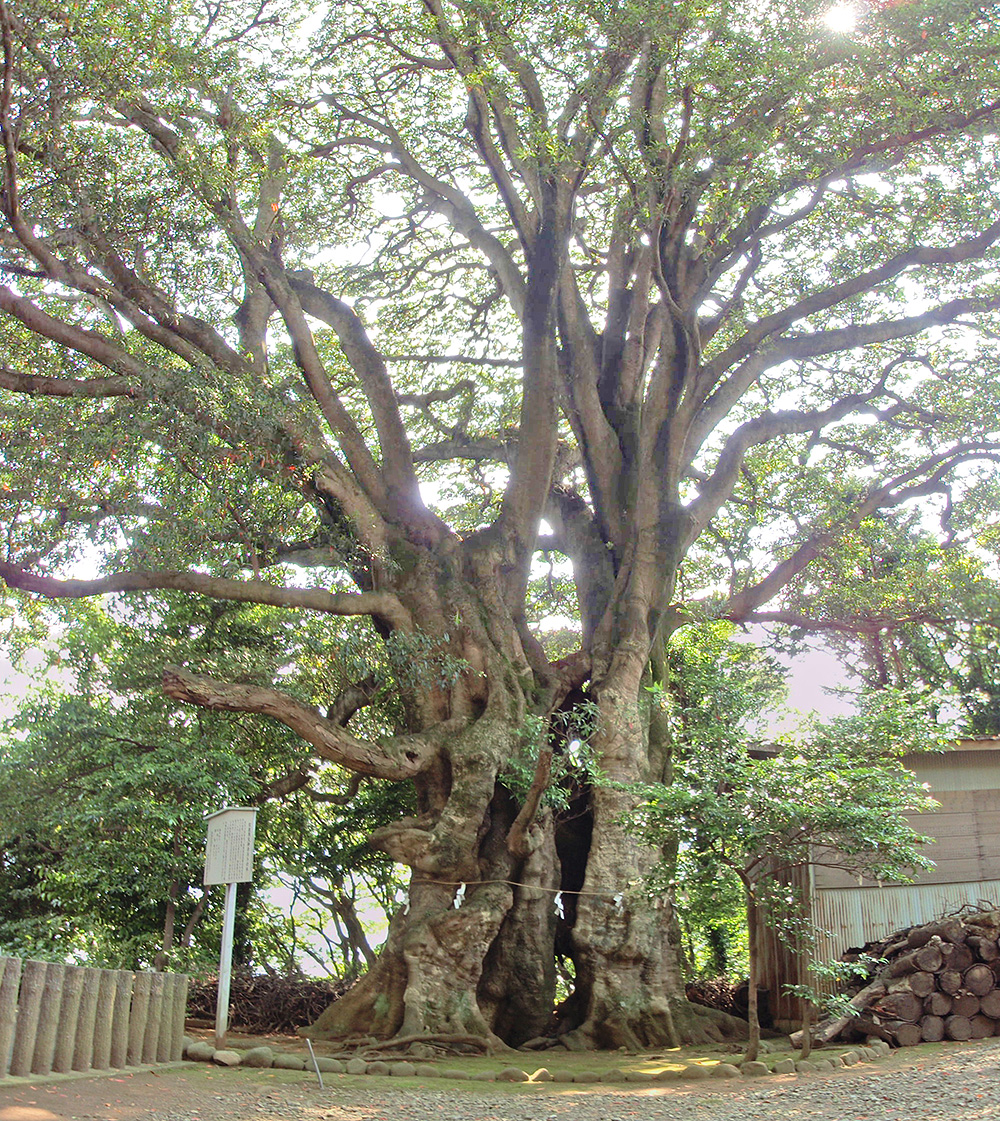
El árbol centenario Horuto no ki.
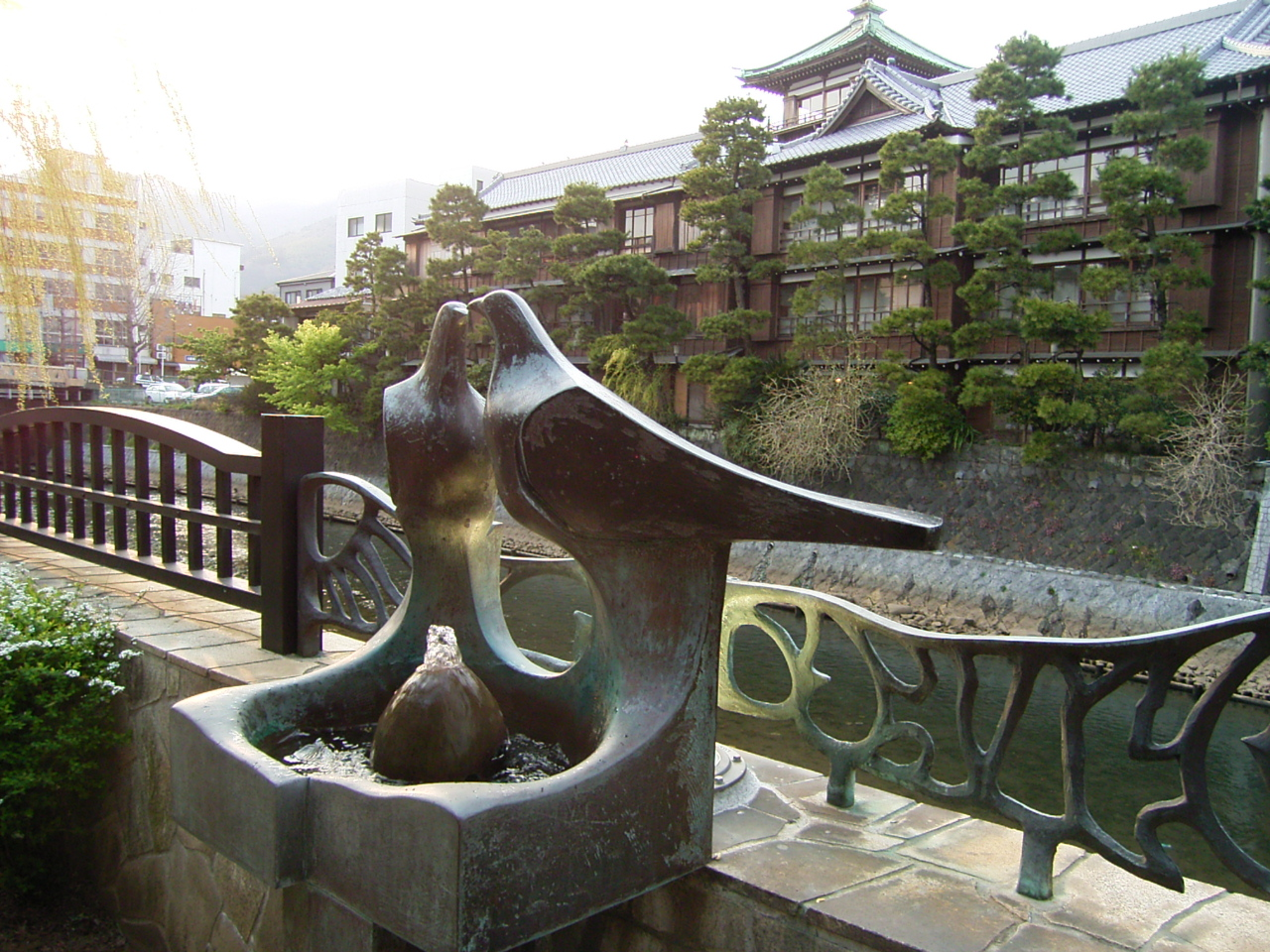
Esculturas en un onsen de Itō.